# Carnival Cruise Lines
Carnival Cruise Lines je britanskoameriška ladijska družba, ki operira s potniškimi križarkami. Družbo je ustanovil Ted Arison leta 1972. Krovno podjetje Carnival Corporation & plc ima v lasti poleg Carnival Cruise Lines še devet drugih križarskih ladijskih družb. Carnival Cruise Lines ima v floti 24 ladij in ima 21,1% tržni delež svetovnega trga. 

## Flota

### RazredDream
| Ladja           | Leto izgradnje | Uporaba    | Gros tonaža (GT) | Domače pristanišče              | Zastava | Opombe                                      | Slika |
| --------------- | -------------- | ---------- | ---------------- | ------------------------------- | ------- | ------------------------------------------- | ----- |
| Carnival Dream  | 2009           | 2009–Danes | 128 250          | New Orleans, Louisiana          | Panama  | Zgradilo podjetje Fincantieri               |       |
| Carnival Magic  | 2011           | 2011–Danes | 128 500          | Galveston, Texas                | Panama  | Zgradilo podjetje Fincantieri               |       |
| Carnival Breeze | 2012           | 2012–Danes | 128 500          | Miami, Florida Galveston, Texas | Panama  | Največja ladja družbe Carnival Cruise Lines |       |

### RazredSplendor
| Ladja             | Leto izgradnje | Uporaba    | Gros tonaža (GT) | Domače pristanišče                                                         | Zastava | Opombe                                            | Slika |
| ----------------- | -------------- | ---------- | ---------------- | -------------------------------------------------------------------------- | ------- | ------------------------------------------------- | ----- |
| Carnival Splendor | 2008           | 2008–Danes | 113 323          | New York Sept-Oct 2014 and May-Oct 2015 Norfolk, Virginia Miami, Florida]] | Panama  | Ladja je bil sprva namenjena družbi Costa Cruises |       |

### RazredConquest
| Ladja             | Leto izgradnje | Uporaba    | Gros tonaža (GT) | Domače pristanišče                                             | Zastava | Opombe | Slika |
| ----------------- | -------------- | ---------- | ---------------- | -------------------------------------------------------------- | ------- | ------ | ----- |
| Carnival Conquest | 2002           | 2002–Danes | 110 239          | Ft. Lauderdale, Florida                                        | Panama  |        |       |
| Carnival Glory    | 2003           | 2003–Danes | 110 239          | Miami, Florida                                                 | Panama  |        |       |
| Carnival Valor    | 2004           | 2004–Danes | 110 239          | San Juan, Puerto Rico Port Canaveral, Florida                  | Panama  |        |       |
| Carnival Liberty  | 2005           | 2005–Danes | 110 320          | Port Canaveral, Florida San Juan, Puerto Rico Galveston, Texas | Panama  |        |       |
| Carnival Freedom  | 2007           | 2007–Danes | Predloga:GT      | Galveston, Texas                                               | Panama  |        |       |

### RazredSpirit
| Ladja            | Leto izgradnje | Uporaba    | Gros tonaža (GT) | Domače pristanišče                    | Zastava | Opombe                       | Slika |
| ---------------- | -------------- | ---------- | ---------------- | ------------------------------------- | ------- | ---------------------------- | ----- |
| Carnival Spirit  | 2001           | 2001–Danes | 85 920           | Sydney, Avstralija                    | Malta   | Zgrajena v Panamax velikosti |       |
| Carnival Pride   | 2001           | 2002–Danes | 88 500           | Tampa, Florida Baltimore, Maryland    | Panama  | Zgrajena v Panamax velikosti |       |
| Carnival Legend  | 2002           | 2002–Danes | 85 942           | Sydney, Australia Seattle, Washington | Panama  | Zgrajena v Panamax velikosti |       |
| Carnival Miracle | 2004           | 2004–Danes | 85 942           | Long Beach, California                | Panama  | Zgrajena v Panamax velikosti |       |

### Razred |Triumph / Sunshine
| Ladja             | Leto izgradnje                                                                    | Uporaba     | Gros tonaža (GT) | Domače pristanišče                      | Zastava | Opombe | Slika |
| ----------------- | --------------------------------------------------------------------------------- | ----------- | ---------------- | --------------------------------------- | ------- | --- | ----- |
| Carnival Sunshine | 1996 (kot Carnival Destiny) 2013 (obnovljena in preimenovana v Carnival Sunshine) | 1996–Danes  | 102 853          | Port Canaveral, Florida                 | Bahamas | Sprva Carnival Destiny (1996 - 2013) Največja ladja na svetu po gros tonaži ob času izgradnje in prva čez 100 000 GT |       |
| Carnival Triumph  | 1999                                                                              | 1999-Danes  | 101 509          | Galveston, Texas New Orleans, Louisiana | Bahamas | |       |
| Carnival Victory  | 2000                                                                              | 2000–Dabnes | 101 509          | Miami, Florida                          | Panama  | Identična ladji Carnival Triumph.                                                                                    |       |

### RazredFantasy
| Ladja                | Leto izgradnje | Uporaba    | Gros tonaža (GT) | Domače pristanišče                           | Zastava | Opombe             | Slika |
| -------------------- | -------------- | ---------- | ---------------- | -------------------------------------------- | ------- | ------------------ | ----- |
| Carnival Fantasy     | 1990           | 1990–Danes | 70 367           | Charleston, South Carolina                   | Panama  | Sprva Fantasy      |       |
| Carnival Ecstasy     | 1991           | 1991–Danes | 70 526           | Miami, Florida                               | Panama  | sprva Ecstasy      |       |
| Carnival Sensation   | 1993           | 1993–Danes | Predloga:GT      | Port Canaveral, Florida                      | Bahamas | sprva Sensation    |       |
| Carnival Fascination | 1994           | 1994–Danes | Predloga:GT      | Jacksonville, Florida San Juan, Puerto Rico  | Bahamas | Sprva Fascination  |       |
| Carnival Imagination | 1995           | 1995–Danes | 70 367           | Long Beach, California                       | Bahamas | sprva, Imagination |       |
| Carnival Inspiration | 1996           | 1996–Danes | Predloga:GT      | Long Beach, California                       | Bahamas | Sprva Inspiration  |       |
| Carnival Elation     | 1998           | 1998–Danes | Predloga:GT      | New Orleans, Louisiana Jacksonville, Florida | Panama  | Sprva Elation      |       |
| Carnival Paradise    | 1998           | 1998–Danes | 70 390           | Tampa, Florida                               | Panama  | sprva, Paradise    |       |

### Bodoče ladje
| Ladja          | Leto izgradnje | Vstop v uporabo | Gros tonaža (GT) | Domače pristanišče                             | Zastava | Opombe                                                           | Slika |
| -------------- | -------------- | --------------- | ---------------- | ---------------------------------------------- | ------- | ---------------------------------------------------------------- | ----- |
| Carnival Vista | 2016           | 2016            | 135 000          | Barcelona, Španija/Atene, Grčija/Trst, Italija | Panama  | Največja ladja ladjedelnice Fincantieri za Carnival Cruise Lines |       |
| TBA            | 2018           | 2018            | 139 000          |                                                | Panama  |                                                                  |       |